# Katakalon
Katakalon (in greco Κατακαλών?), raramente Katakalos (Κατακαλός), era il nome di una famiglia nobile bizantina dei secoli X-XII.
Il primo membro attestato della famiglia è Leone Catacalo, che ricoprì la carica di Domestikos tōn scholōn nel 900 circa. Nell'XI secolo, a causa dei loro matrimoni con altre famiglie aristocratiche, portavano spesso un doppio cognome, mentre un ramo della famiglia pare abbia assunto il nome di Maurokatakalon o Mavrokatakalon (Μαυροκατακαλών, “Katakalon nero”). La maggior parte dei membri della famiglia sono noti come ufficiali militari, come Demetrio Catacalo, catapano di Paradounavon, o il generale e scrittore militare Catacalo Cecaumeno. La famiglia divenne particolarmente influente sotto gli imperatori Comneni; Costantino Euforbeno Catacalo fu uno dei più importanti generali di Alessio I Comneno, e suo figlio Niceforo Catacalo sposò la figlia dell'imperatore, Maria. Anche i loro figli occuparono alte cariche di autorità. In questo modo, Nicola Maurokatakalon e i suoi figli Mariano e Gregorio erano comandanti militari di spicco all'epoca di Alessio I.
Dopo il XII secolo, la famiglia cadde nell'oblio.